# ماغنوس نيلسون
ماغنوس الأول أو ماغنوس نيلسون (بالسويدية: Magnus Nilsson، بالدنماركية: Magnus Nielsen) وُلد حوالي عام 1106، وتوفي في 4 حزيران/يونيو 1134 في معركة فوتيفيك (Fotevik)، كان دوقاً دنماركياً حكم غوتلاند في جنوب السويد من عقد 1120 إلى حدود 1132. كان وضعه كحاكمٍ للسويد مختلف عليه في وقته؛ لكن الآن معترف به كأحد الملوك السويديين التاريخيين. أعطاه سنوري سترلسون لقب ماغنوس القويّ.

## شبابه ومظهره
ماغنوس هو ابن ملك الدنمارك نيلز الأول وماغريتا فريدكولا، الابنة الكبرى أو الثانية لملك السويد إنغه الأكبر. قُتل أخوه الأكبر إنغه في حادث ركوب خيل، تاركاً ماغنوس الوريث الوحيد لنيلز. كبر وأصبح شاباً طويلاً وقوياً، وكان ذا رأس أطول من رأس أي شخص آخر. تُعطي التواريخ الإخبارية آراءً مختلفة حول هذه الشخصية، اعتماداً على ميولاتها السياسية. تصفه إخباريات روسكيلده (Roskildekr?nikan) بالمرح، والكريم، و«ذي شخصية محبة للحزم». ومن ناحيةٍ أخرى، يقول ساكسو غراماتيكوس أنه كان موهوباً بالفطرة؛ ولكنه بقي عنيفاً وحشياً.

## الطريق إلى المُلك
عندما مات الملك إنغه الأصغر ابن عم مارغريتا في وقتٍ غير معروف في عقد 1120، طالب ماغنوس بالعرش بما أنه الحفيد الأكبر لإنغه الأكبر. حسب المؤرخ الإخباري ساكسو غراماتيكوس، اعترف الغيت بماغنوس في غوتالاند؛ ولكن حسب القانون القوطي الغربي، تكمن صلاحيات اختيار ملك مع السفير، وهي قبيلة جرمانية إلى الشمال من قبيلة الغيت. اختار السفير - من جانبهم - راغنفالد كنابهوفده، بالرغم من أن ملحمته كانت قصيرة. حسب السلسلة الزمنية القصيرة المدمجة في القانون القوطي الغربي، أظهر راغنفالد ازدراءً تجاه الغيت بعدم إعطائهم رهائن خلال رحلة تنصيبه. ورداً على ذلك، قُتل راغنفالد على أيدي الغيت، وهو حدثٌ ي}رخ أحياناً إلى حدود عام 1129. " حسب ساكسو غراماتيكوس، "انتقلت السلطة عند وفاته إلى ماغنوس". ماغنوس غير مذكور في القانون القوطي الغربي كملك، ولا في أي قائمة ملوكٍ سويديين، تاركاً علامة استفهام حول الجسم الفعلي للسلطة. حكمَ المتحدث باسم القانون في فستريوتلاند كارل الإدسفيري (Karl av Edsvära) مقاطعته حوالي ذلك الزمان ويعرف أحياناً في المصادر بـ"يارل" وحتى "ملك".

## الحكم
تُشير المصادر القليلة من تلك الحقبة أن النصرانية كانت ما تزال غير راسخة في كل مكان. عُيّن مُطران أوبسالا سيواردوس (Siwardus) من قبل مُطرانية هامبورغ-بريمن في 1123؛ ولكنه أُجبر على الفرار من «الوثنيين» في 1130. عُين مطران آخر يُدعى هنري في سيغتونا من قبل رئيس الأساقفة الدنماركي آسر توركيلسون (Asser Thorkilsson)، ويظهر أنه مؤيدٌ قويّ لماغنوس. تُشير التبديلات إلى تنافس ديني بين أُسقفية هامبورع-بريمن والأُسقفية الدنماركية. تُجد قصةٌ أيضاً في التسلسل الزمني لساكسو تولى حملة فايكنغ استكشافية متأخرة إلى السويد، واستعاد مطارق ثور ثقيل، التي كان قد سلبها في جزيرة مقدسة. وفي ذلك بدأ السويديون ينظرون إليه كمدنس للمعبد الذي نهب الآلهة.
في حوالي عام 1127، تزوج ماغنوس ريكسا (Ryksa Bolesławówna) ابنة دوق بولندا بولسلاف الثالث (Bolesław III Krzywousty). رُزق الزوجان بولدين، كنود (الذي أصبح كنود الخامس، وُلد في عام 1129)، ونيلز الذي وُلد في سنة 1130. في سنة 1130، قدم ماغنوس دعماً لبولسلاف الثالث في احتلال روغن (Rügen). أجبرت القوات البولندية مع الأسطول الدنماركي قبائلَ راني (Rani) السلافية على الاعتراف بالحكم البولندي على الجزيرة.

## الحرب الأهلية في الدنمارك
في 1131، قتل ماغنوس ابن عمه، كنود لافارد (Knud Lavard) المنافس المحتمل على العرش الدنماركي؛ ليضع نفسه وريثاً مفترضاً لوالده الملك نيلز. اضطر بعد هذا الفعل إلى العودة إلى غوتنلاند (Gothenland)، حيث كان لا يزال معترفاً به كملك. في نهاية المطاف تلقى دعماً من نيلز، فماغنوس وجد نفسه في حربٍ أهلية ضد إريك إمونه (Erik Emune) أخ لافارد غير الشقيق. أضعفت الحربُ الأهلية مكانة ماغنوس في السويد. اختار السويديون إقطاعياً من أوستريوتلاند، سفيركر الأول، ليصبح ملكهم. حسب التسلسل الزمني للأحداث لساكسو حدثت هذه الواقعة في سنة 1132.
اشتبك ماغنوس وأبوه نيلز في نهاية المطاف في معركة معركة فوتيفيك (Fotevik) مع الأعداء في سكونه في 4 حزيران 1134. حسب ساكسو، أُصيب نيلز بالُذعر عندما اقترب إريك؛ لكن ماغنوس واجه خصومه بقوةٍ عسكرية صغيرة من الأتباع المصممين. «فضل الموت على الهروب حتى لا تُحجب سمعته القديمة، الشجاعة. في النهاية، عندما قاتل بتهور وقتل الكثير من الأعداء، سقط على كومةٍ من الجثث التي تراكمت حوله». بعد الهزيمة الحاسمة، نجا نيلز مع سفنه؛ لكنه قُتل لاحقاً في نفس السنة.

## إرثه
بعد موت ماغنوس، عادت أرملته ريكيسا إلى ضفة بحر البلطيق الأخرى حيث تزوجت فولودار المينسكي (Volodar of Minsk)، حاكمٌ روريكي من أصل فايكنغ. ولاحقاً رجعت إلى السويد وتزوجت لثالث مرة وكان الرجل الذي هزم ماغنوس، الملك سفيركر الأول.
نازعَ كنود الخامس ابن ماغنوس ابنَ عمه الثاني، سفند الثالث (Svend III)، على العرش الدنماركي. عندما ماتَ كنود في 1157، أصبحت شرعية سلالة ماغنوس منتهية. توفي نيلز، الابن الأكبر لكنود من زوجته هيلينا السويدية (Helena av Sverige)، في 1180. تُوفي فالديمار (Valdemar Knudsen)، الابن غير الشعري لكنود المولود بعد وفاته، في 1236، وكان آخر سلالة الملك ماغنوس.

## مؤلفات
- Bricka, Carl Frederik, Dansk Biografisk Lexikon, vol. XI [Maar – Müllner], 1897. http://runeberg.org/dbl/11/0047.html
- Gillingstam, Hans. "Magnus Nilsson", Svenskt biografiskt lexikon, https://sok.riksarkivet.se/sbl/Presentation.aspx?id=10158
- Kosiarz, Edmund, Wojny na Bałtyku X–XIX w. Gdańsk, 1978.
- Sawyer, Peter. När Sverige blev Sverige. Alingsås: Viktoria, 1991.
- Saxo Grammaticus. Danmarks kronike, Vol. I-II. Kobenhavn: Aschenfeldt's, 1985 ((ردمك 87-414-4524-4)).
- Tunberg, Sven. Sveriges historia till våra dagar. Andra delen. Äldre medeltiden. Stockholm: P.A. Norstedt & Söners Förlag, 1926.
- Västgötalagen, http://project2.sol.lu.se/fornsvenska/01_Bitar/A.L5.D-Vidhem.html